# Karl Schnurre
Karl Schnurre, född 24 november 1898 i Marburg, död 29 september 1990 i Bonn, var en tysk envoyé under andra världskriget, med Norden som uppdragsområde. 

## Biografi
Som envoyé löd Schnurre formellt under utrikesminister Joachim von Ribbentrop, men agerade i själva verket direkt under Adolf Hitler. Schnurre framförde de tyska kraven till Sverige i samband med Operation Barbarossa den 22 juni 1941. Schnurre var den envoyé som under den så kallade midsommarkrisen 1941 till den svenska regeringen i allmänhet och till utrikesminister Christian Günther i synnerhet avkrävde Sverige de tyska kraven på dels transitering av den 163:e infanteridivisionen, benämnd "Engelbrecht" efter sin befälhavare Erwin Engelbrecht, och dels att svenskt tanktonnage, svenska telekommunikationer och tyska trupptransporter inomskärgårds skulle komma tyskarna till godo i striderna mot Sovjetunionen. Schnurre beskrevs av kabinettssekreteraren Erik Boheman i negativa ordalag: "(det var) den delvis nedlåtande, en smula beskyddande och sliskigt vänliga, delvis övermaga, fordrande ton som Schnurre använde och som var utomordentligt obehaglig". Enligt Schnurre skulle ett svenskt nej till de tyska kraven vara att anse som en direkt fientlig handling mot Tyskland. Regeringen beslutade att transitering fick, under för Sverige betryggande former, ske. Detta beslut framkallade nästan en regeringskris i Sverige och var ett flagrant avsteg från neutraliteten. 

## Nürnbergrättegångarna
I slutet av kriget gjorde Schnurre sig tillgänglig för Karl Dönitz regering i Flensburg-Mürwik, där han greps och internerades i maj 1945. Efter frisläppandet den 1 maj 1947 kallades Schnurre som vittne vid Ministerierättegången i Nürnberg, där han vittnade både till förmån för statssekreteraren friherre Ernst von Weizsäcker (1882-1951) och till förmån för sin mångårige chef, ambassadör Karl Ritter (1883-1968). Båda diplomaterna dömdes till fängelse.
Efter kriget arbetade Schnurre inom industrin som verkställande direktör för Verband Deutscher Ölmühlen e.V.